# Sm1
Sm1 är ett elmotorvagnståg och var tidigare VR:s äldsta pendeltågstyp. Det tillverkades totalt 50 stycken av tågtypen från år 1968 till 1973 på flygplansfabriken Valmet i Tammerfors.
Alla 50 Sm1-elmotorvagnar renoverades mellan 1994 och 2000, och de har då fått VR:s nya rödvita färgsättning.
Sm1-tågen är ganska lika de nyare Sm2-tågen. Sm1 är byggda av stål medan Sm2 är byggda av aluminium. Sm1 har också veck i sidorna som stöder konstruktionen.
Tågtypen består av två delar, en motorvagn och en manövervagn. Det kan köras från båda sidorna. Sm1 är egentligen beteckningen för motorvagnen medan manövervagnen har beteckningen Eio.
2010 började VR att byta ut Sm1 mot den nya tågtypen Sm5 och de sista Sm1-tågen togs ur trafik 2016.